# Franz Torres
Franz Eric Torres Jaimes (nació el 25 de julio de 1981 en Ciudad de México) es un exfutbolista y entrenador mexicano; se desempeñaba como lateral o mediocampista por izquierda. Debutó con el Club Universidad Nacional y se retiró con Celaya en la Liga de Ascenso de México. 
También jugó para Morelia, Jaguares de Chiapas, Atlante, Altamira Fútbol Club, Lobos BUAP, Pumas Morelos y Veracruz.

## Trayectoria
Debutó en la Primera División de México, el 29 de julio de 2001, enfrentando a Celaya en el Estadio Olímpico Universitario, en partido correspondiente a la Jornada 2 del Invierno 2001; los Auriazules ganaron 5-0 y Torres colaboró con la cuarta anotación al minuto 83. 

## Clubes

### Futbolista
| Club                      | País   | Año       |
| ------------------------- | ------ | --------- |
| Club Universidad Nacional | México | 2001      |
| Morelia                   | México | 2002      |
| Jaguares de Chiapas       | México | 2002-2003 |
| Atlante Fútbol Club       | México | 2003-2004 |
| Altamira FC               | México | 2004      |
| Lobos BUAP                | México | 2005      |
| Pumas Morelos             | México | 2006-2008 |
| Veracruz                  | México | 2008-2009 |
| Lobos BUAP                | México | 2009-2010 |
| Celaya                    | México | 2011-2018 |

## Fútbol Playa
Participación en Campeonato de Fútbol Playa de CONCACAF
| Copa                                           | Sede   | Resultado | Partidos | Goles |
| ---------------------------------------------- | ------ | --------- | -------- | ----- |
| Campeonato de Fútbol Playa de Concacaf de 2010 | México | Campeón   | 5        | 0     |